# 웃다리문화촌
웃다리문화촌은 경기도 평택시 서탄면 용소금각로 438-14에 위치한 체험 예술 문화 공간이다.

## 역사
경기도 평택시와 평택문화원은 2000년 8월 31일에 폐교된 서탄면 서탄초등학교 금각분교를 문화예술 체험학습장으로 탈바꿈되도록 노력하여, 2006년부터 운영에 들어갔다. 폐교를 살리려는 노력 덕분에, 2008년에는 국가무형문화재인 평택농악과 세계 타악을 공연하는 '2008 평택 세계 두드림 페스티벌'을 이곳에서 개최하였다.

## 프로그램
문화예술 소외주민을 위한 프로그램, 청소년과 가족 프로그램, 시민향유 프로그램 등의 일일체험 프로그램과 공예, 미술 등 교육강좌가 활발히 이루어지고 있다.

## 미디어
- SBS TV: 런닝맨 (55회, 2011년 8월 7일 방영분)

## 같이 보기
- 평택시
- 평택농악